# 蘇幹
苏幹（7世纪？—693年4月16日），唐朝官员，苏威曾孙，鴻臚少卿苏夔之孙，十八学士苏勗之子。
苏幹明经擢第，授徐王府记室参军。徐王李元礼喜欢打猎，苏幹经常劝他停止。垂拱年间，为魏州刺史。河北饥荒，前刺史苛暴，百姓多有逃散。苏幹督察奸吏，劝课农桑，于是逃散之人都回来继续生产，他被称为良牧。朝廷召拜他为右羽林将军，转任冬官尚书。酷吏来俊臣平素忌嫉苏幹，诬奏苏幹在魏州与琅邪王李冲私信往来，于是被下狱，长寿二年五月初六乙未（693年4月16日），与相州刺史来同敏一起遇害。本传称他发愤而卒。其子苏獻，官至駕部郎中。